# 昂思多镇
昂思多镇，是中华人民共和国青海省海东市化隆回族自治县下辖的一个乡镇级行政单位。

## 行政区划
昂思多镇下辖以下地区：
昂思多社区、沙吾昂村、阳坡村、昂思多阴坡村、红一村、红二村、公拜岭村、关相口村、尖巴昂村、尕吾塘村、拉昂村、吾则塘村、梅加村、玉麦街村、雄村、若么岭村、香加岭村、先群村、关沙村、具乎扎村、公卜昂村、尕么甫村、河滩庄村、尔尕昂村、尕什加村、山卡拉村、德加村、扎浪滩村、洛忙村、牙什扎村、五道岭村、寺台村和白土庄村。

## 特产
昂思多矿泉水：中国地理标志产品。